# William DeVry

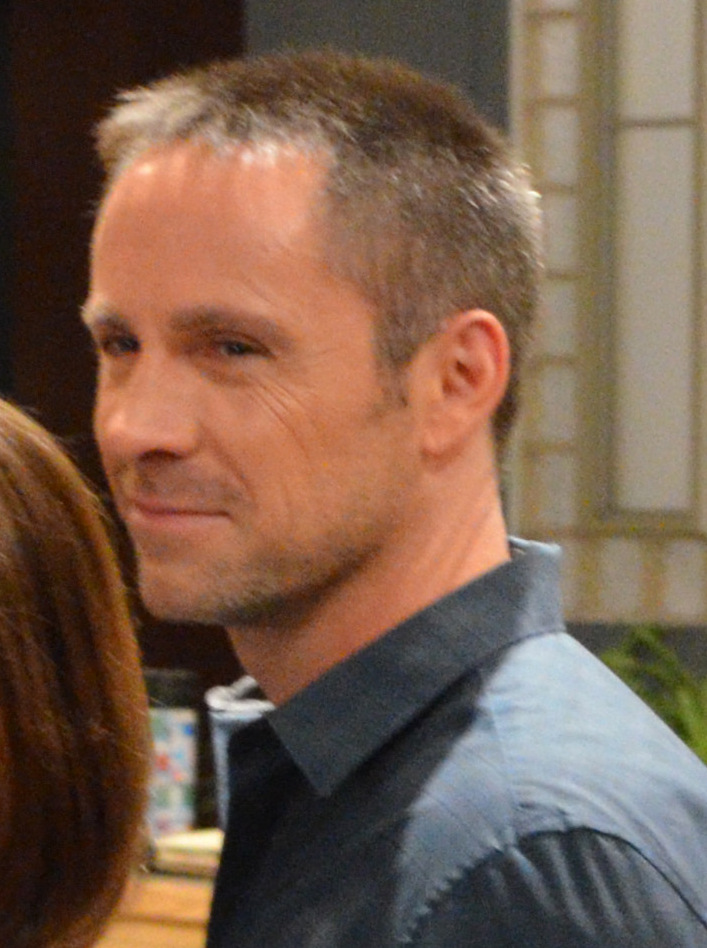
William deVry (2014)

William deVry Simard (* 20. April 1968 in Montreal, Kanada) ist ein US-amerikanischer Schauspieler, der in einigen Seifenopern mitgespielt hat. Er hat die Rolle des ‚Joshua Doors‘ in Gene Roddenberrys Mission Erde: Sie sind unter uns, ‚Tim Charles‘ in Port Charles, einer Ableger-Serie von General Hospital, und ‚Michael Cambias‘ in All My Children gespielt. Er hat ebenfalls in drei Episoden von Stargate SG-1 als der ‚Tok’Ra Aldwin‘ mitgespielt.
Im September 2006 übernahm deVry die Rolle des ‚Stephen „Storm“ Logan jr.‘ bei Reich und Schön.
Sein Geburtsname lautet William deVry Simard. Mit 19 Jahren zog er mit seiner Mutter nach Florida. Sein Großvater, Herman A. DeVry, gründete die DeVry University History|DeForest Training School, benannt nach Lee De Forest, Hermans Kollegen und Freund. Die Schule wurde mittlerweile in DeVry University umbenannt. DeVry stammt aus einer Familie von Sportlern und Unternehmern. Sein Vater, ein Anwalt, lehrte mehrere verschiedene Sportarten im College, und seine Großmutter mütterlicherseits hielt zeitweise 26 Weltrekorde in der Leichtathletik.
Er ist beidhändig, ein begeisterter Kunstsammler und Kenner von Mode und Architektur, und er lebte drei Jahre in Afrika.

## Filmografie
- 1994: SeaQuest DSV (Fernsehserie, eine Folge)
- 1995: Raketentrip zum Mond (Once in a Blue Moon)
- 1996: Der Sentinel – Im Auge des Jägers (The Sentinel, Fernsehserie, eine Folge)
- 1996: Poltergeist – Die unheimliche Macht (Poltergeist: The Legacy, Fernsehserie, eine Folge)
- 1996–2000: Outer Limits – Die unbekannte Dimension (The Outer Limits, Fernsehserie, vier Folgen)
- 1997: Vulkan – Berg in Flammen (Volcano: Fire on the Mountain)
- 1997: Viper (Fernsehserie, eine Folge)
- 1997: Dead Man’s Gun (Fernsehserie, eine Folge)
- 1997: Gefangene des Hasses (Convictions)
- 1998: Die unschuldige Mörderin (I Know What You Did)
- 1998: Der lange Weg zurück (The Long Way Home)
- 1998: Nash Bridges (Fernsehserie, eine Folge)
- 1999: Nothing Too Good for a Cowboy (Fernsehserie, zwei Folgen)
- 1999: Cold Squad (Fernsehserie, eine Folge)
- 1999: Die verlorene Welt (The Lost World, Fernsehserie, zwei Folgen)
- 1999: First Wave – Die Prophezeiung (First Wave, Fernsehserie, zwei Folgen)
- 1998–2000: Mission Erde (Earth: Final Conflict, Fernsehserie, acht Folgen)
- 2000–2001: Beggars and Choosers (Fernsehserie, fünf Folgen)
- 2001: Fionas Website (So Weird, Fernsehserie, eine Folge)
- 2001: Dream Storm
- 1999–2002: Stargate – Kommando SG-1 (Stargate SG-1, Fernsehserie, fünf Folgen)
- 2002: Herzschlag des Todes (Dead in a Heartbeat)
- 2002: Port Charles (Fernsehserie, zwei Folgen)
- 2002: Liebe auf den 2. Blick
- 2002: Twilight Zone (Fernsehserie, eine Folge)
- 2002:  Wildfire 7: The Inferno
- 2003–2004: All My Children (Fernsehserie, 88 Folgen)
- 2006: Double Cross
- 2006: Godiva’s (Fernsehserie, sechs Folgen)
- 2006–2008: Reich und Schön (The Bold and the Beautiful, Fernsehserie, 198 Folgen)

## Auszeichnungen & Nominierungen
- Daytime Emmys Nominierung, Bester Nebendarsteller in einer Drama-Serie (2004)
- Daytime Emmys Vor-Nominierung, Bester Nebendarsteller in einer Drama-Serie (2004, 2008)